# Паудер, Ноуа
Ноуа Паудер (англ. Noah Powder; род. 27 октября 1998, Эдисон, Нью-Джерси, США) — тринидадский футболист, защитник.

## Карьера

### Клубная
Паудер — воспитанник академии футбольного клуба «Нью-Йорк Ред Буллз». Привлекался в фарм-клуб «Нью-Йорк Ред Буллз II». Дебютировал в ЮСЛ 26 марта 2016 года в матче стартового тура сезона против «Торонто II». 7 сентября 2016 года в матче против «Харрисберг Сити Айлендерс» забил свои первые голы в карьере, сделав дубль. 14 июля 2017 года Паудер подписал профессиональный контракт с «Нью-Йорк Ред Буллз II». 14 февраля 2018 года Паудер расторг контракт с «Нью-Йорк Ред Буллз II» по взаимному согласию сторон.
2 марта 2018 года Паудер заключил контракт с клубом ЮСЛ «Ориндж Каунти». Дебютировал за «Ориндж Каунти» 24 марта 2018 года в матче против «Сакраменто Рипаблик». 24 сентября 2018 года в матче против «ОКС Энерджи» забил свой первый гол за «Ориндж Каунти».
23 января 2019 года Паудер подписал контракт с клубом Чемпионшипа ЮСЛ «Реал Монаркс». Дебютировал за «Монаркс» 16 марта 2019 года в матче против «Эль-Пасо Локомотив». 8 июня 2019 года в матче против «Рио-Гранде Валли Торос» забил свой первый гол за «Монаркс».
24 сентября 2020 года Паудер заключил контракт с клубом MLS «Реал Солт-Лейк», материнской командой «Реал Монаркс», на сезон 2021. В главной лиге США дебютировал 15 мая 2021 года в матче против «Нэшвилла», выйдя на замену на 83-й минуте. 22 октября 2021 года Паудер был дисквалифицирован MLS на три матча после решения суда по инциденту с вождением в нетрезвом виде. По окончании сезона 2021 «Реал Солт-Лейк» не стал продлевать контракт с Паудером.
14 января 2022 года Паудер подписал контракт с клубом Чемпионшипа ЮСЛ «Инди Илевен». Дебютировал за «Инди Илевен» 12 марта 2022 года в матче стартового тура сезона против «Лаудон Юнайтед». 24 апреля 2022 года в матче против «Ориндж Каунти» забил свой первый гол за «Инди Илевен».
5 июля 2022 года «Инди Илевен» обменял защитника Ноуа Паудера «Талсе» на вратаря Шона Льюиса. За «Талсу» он дебютировал 13 июля 2022 года в матче против «Нью-Мексико Юнайтед». 10 августа 2022 года в матче против «Майами» он забил свой первый гол за «Талсу». По окончании сезона 2022 Паудер покинул «Талсу» в связи с истечением срока контракта.
В начале июня 2023 года Паудер сыграл два матча за клуб «Нортерн Колорадо Хейлсторм» в Лиге один ЮСЛ, после чего 12 июня 2023 года подписал краткосрочный контракт с клубом. 30 июня 2023 года Паудер продлил контракт с «Хейлсторм» до конца сезона 2023. 3 сентября 2023 года в матче против «Шарлотт Индепенденс» забил свой первый гол за «Хейлсторм», а также отдал две голевые передачи, за что был назван игроком недели в Лиге один ЮСЛ. 1 февраля 2024 года Паудер перезаключил контракт с «Хейлсторм» на сезон 2024.

### В сборной
Ноуа Паудер родился в США, но имеет тринидадские корни по отцу. Поэтому полузащитник решил представлять на международной арене карибское государство. Был капитаном юношеской сборной Тринидада и Тобаго. За главную национальную команду страны дебютировал 31 января 2021 года в товарищеском матче против США (0:7). В игре Паудер на 82-й минуте заменил Джамала Джека. Ноуа Паудер и Микел Уильямс были включены в состав сборной на Золотой кубок КОНКАКАФ 2021 вместо травмированных Халима Хайленда и Джуды Гарсии.

## Семья
Младшие братья Самори (род. 2001) и Сеф (род. 2005) также являются футболистами.

## Достижения
«Нью-Йорк Ред Буллз II»
- Чемпион ЮСЛ: 2016
- Победитель регулярного чемпионата ЮСЛ: 2016

«Реал Монаркс»
- Чемпион Чемпионшипа ЮСЛ: 2019